# FinnPa Helsinki
FinnPa Helsinki (Finnairin Palloilijat) was een Finse voetbalclub uit de hoofdstad Helsinki, die in 1965 werd opgericht en die financieel werd ondersteun door de nationale luchtvaartmaatschappij Finnair.
De club promoveerde in 1993 voor het eerst naar de hoogste klasse. Na enkele seizoenen middenmoot werd FinnPa vierde in 1996. Het volgende seizoen deed de club het nog beter met een derde plaats. In 1998 degradeerde de club echter; TPV Tampere bleek in de play-offs promotie/degradatie over twee duels te sterk voor de ploeg onder leiding van trainer-coach Jari Rantanen.
Troostprijs dat seizoen was wel nog deelname aan de strijd om de UEFA Cup, al werd de club daar in de eerste voorronde uitgeschakeld. Na de degradatie bleek Finnair niet langer bereid om de club financieel te ondersteunen, waarna het doek viel voor de voetbalvereniging.

## Statistieken
| Seizoen | №  | Clubs | Divisie       | D  | W  | G  | V  | DS    | P  | Trainer-coach(es)                    | Topscorer               |
| ------- | -- | ----- | ------------- | -- | -- | -- | -- | ----- | -- | ------------------------------------ | ----------------------- |
| 1993    | 5  | 12    | Veikkausliiga | 29 | 13 | 7  | 8  | 45–35 | 46 | Reima Kokko                          | Tommi Paavola 13 goals  |
| 1994    | 10 | 14    | Veikkausliiga | 26 | 8  | 9  | 9  | 25–35 | 33 | Reima Kokko                          | Kalle Lehtinen 7 goals  |
| 1995    | 8  | 14    | Veikkausliiga | 26 | 9  | 5  | 12 | 40–40 | 32 | Heikki Suhonen Keijo Voutilainen     | Kalle Lehtinen 10 goals |
| 1996    | 4  | 12    | Veikkausliiga | 27 | 11 | 9  | 7  | 32–25 | 42 | Keijo Voutilainen Pasi Rasimus       | Riffi Haddaoui 9 goals  |
| 1997    | 3  | 10    | Veikkausliiga | 27 | 10 | 9  | 8  | 27–36 | 39 | Pasi Rasimus Martti Kuusela          | Jari Vanhala 9 goals    |
| 1998    | 9  | 10    | Veikkausliiga | 27 | 5  | 11 | 11 | 37–43 | 26 | Jari-Pekka Keurulainen Jari Rantanen | Şükrü Uzuner 9 goals    |

## FinnPa in Europa
#Q = #kwalificatieronde, T/U = Thuis/Uit, W = Wedstrijd, PUC = punten UEFA coëfficiënten .
Uitslagen vanuit gezichtspunt FinnPa
| Seizoen | Competitie | Ronde | Land            | Club               | Totaalscore | 1e W    | 2e W    | PUC |
| ------- | ---------- | ----- | --------------- | ------------------ | ----------- | ------- | ------- | --- |
| 1998/99 | UEFA Cup   | 1Q    | Vlag van Israël | Hapoel Tel Aviv FC | 2-6         | 1-3 (U) | 1-3 (T) | 0.0 |

## Bekende (oud-)spelers
- Martti Kuusela